# El Sauce, Tlalixcoyan
El Sauce är en ort i Mexiko.   Den ligger i kommunen Tlalixcoyan och delstaten Veracruz, i den sydöstra delen av landet, 300 km öster om huvudstaden Mexico City. El Sauce ligger 19 meter över havet och antalet invånare är 794.
Terrängen runt El Sauce är mycket platt. Runt El Sauce är det ganska tätbefolkat, med 56 invånare per kvadratkilometer. Närmaste större samhälle är Tlalixcoyan, 10,0 km norr om El Sauce. Trakten runt El Sauce består till största delen av jordbruksmark.